# Vidimo se u čitulji
Vidimo se u čitulji je dokumentarni film iz 1994. godine čiji su autori Aleksandar Knežević i Vojislav Tufegdžić; tehnički deo filma režirao je Janko Baljak. Baziran na knjizi Kriminal koji je izmenio Srbiju, Aleksandra Kneževića i Vojislava Tufegdžića, film govori o naglom porastu kriminala u Srbiji tokom građanskog rata u Hrvatskoj i Bosni i Hercegovini. Film sadrži delove intervjua koji su vođeni sa kriminalcima i policijom 1990-ih godina, uz prikaz fotografija na kojima se vide vođe i članovi kriminalnih bandi.

## Sadržaj
Film priča o takozvanim „momcima sa vrelog asfalta“ — prestupnicima koji otvoreno pričaju o svom životu, predstavljajući sebe kao verziju modernog Robina Huda.
Film govori o mladim ljudima, koji se u ratom pogođenoj zemlji, povode za lakim sticanjem novca koji im može pružiti raskoš i zadovoljstvo, nasuprot siromaštva, neizvesnosti i straha. Sve to im nudi članstvo u nekoj od bandi. Grebenarević, jedan od najmlađih aktera, to ovako objašnjava:
| „ | Obični smrtnici. To, pa to su normalni ljudi, koji, ovaj, žive jedan, kako da kažem, normalan život, razumeš. A mi ih nazivamo obični smrtnici, zato što, što, kažem da to što mi doživimo u jednom danu, oni ne dožive za ceo svoj život. Znači, nema šanse oni nikad da dožive ni toliko uzbuđenja ni razočarenja, ni lepote, ni ružnih stvari u celom svom životu, koliko mi doživimo u jednom danu. | ” |

Film gledaocima pruža direktan uvid u balkansko podzemlje, jer sami kriminalci pričaju o kriminalu u Srbiji, ocenjujući njegove pozitivne i negativne strane. Poslednje scene filma prikazuju sahrane trojice intervjuisanih koji su ubijeni tokom snimanja filma.

## Zanimljivosti
Autor i scenarista Aleksandar Knežević se zamonašio i kao monah Romilo živi u manastiru Hilandaru. O. Romilo se trenutno nalazi na doktorskim studijama iz teologije na Balliol koledžu Univerziteta u Oksfordu. Knežević je takođe autor knjige "Vreme i saznanje; Teološko čitanje Marsela Prusta", u izdanju Instituta za teološka istraživanja Pravoslavnog teološkog fakulteta u Beogradu, 2011 (knjiga predstavlja magistarski rad, odbranjen na Katedri za Opštu književnost i teoriju književnosti Filološkog fakulteta u Beogradu 2010).
U filmu se pojavljuje deo pesme Žike Antića Eh da imam krila mladog orla.

## Spoljašnje veze
- Vitezovi asfalta otišli u zaborav („Alo“, 13. jun 2010)
- Vidimo se u čitaonici - parodija filma
- Mala trola puna kontrolora — parodija filma
- Nekrolog izbeglo devetoro od 19 aktera filma „Vidimo se u čitulji“ („Blic“, 28. maj 2012)
- Kako kriminalci dobijaju nadimke (B92, 5. maj 2014)
- Ko to puca po Beogradu („Večernje novosti“, feljton, april 2015) Архивирано на веб-сајту  (28. април 2015)